# 欣特施托德尔
欣特施托德尔是奥地利上奥地利州克雷姆斯河畔基希多夫县的一个市镇。总面积149.5平方公里，总人口993人，人口密度6.6人/平方公里（2005年）。